# ジェイムズ・リー・バーク
ジェイムズ・リー・バーク（James Lee Burke、1936年12月5日 - ）は、アメリカ合衆国の推理作家。代表作はデイヴ・ロビショー・シリーズ。1990年に『ブラック・チェリー・ブルース』（原題：Black Cherry Blues ）で、1998年に『シマロン・ローズ』（原題：Cimarron Rose ）でエドガー賞 長編賞を受賞。
ロビショー・シリーズは2度映画化されており、「ヘブンズ・プリズナー」（1996年公開）はアレック・ボールドウィンが、「エレクトリック・ミスト 霧の捜査線」（日本劇場未公開）はトミー・リー・ジョーンズがそれぞれロビショーを演じた。ほかにもテキサス州の弁護士ビリー・ボブ・ホランドのシリーズや、彼のいとこでテキサス州保安官ハックベリー・ホランドらが主人公のミステリのシリーズや短編のアンソロジーを発表している。

## 生い立ち
1936年、テキサス州ヒューストンに生まれ、テキサスとルイジアナの州境のガルフ・コーストで幼少期を過ごした。ルイジアナ大学ラファイエット校、ミズーリ大学コロンビア校に進学し、ミズーリ大学で学士号及び修士号を取得した。石油関連、報道関係、社会福祉関連の仕事を経験。モンタナ州へ引っ越す少し前（1980年代）にはウィチタ州立大学でクリエイティブ・ライティングの教師をしていた。

## 私生活
モンタナ州ロロとルイジアナ州ニューイベリアに家があり、妻と暮らしている。妻との間に4人の子がおり、娘のアラフェア・バークも推理作家である。孫は4人いる。短編作家のアンドレ・デビュース三世は従弟である。

## 著書

### デイヴ・ロビショー シリーズ
| #  | 邦題                         | 原題                                       | 刊行年 | 刊行年月   | 訳者     | 出版社               |
| -- | ---------------------------- | ------------------------------------------ | ------ | ---------- | -------- | -------------------- |
| 1  | ネオン・レイン               | The Neon Rain                              | 1987年 | 1990年10月 | 大久保寛 | 角川書店〈角川文庫〉 |
| 2  | 天国の囚人                   | Heaven's Prisoners                         | 1988年 | 1991年12月 | 大久保寛 | 角川書店〈角川文庫〉 |
| 3  | ブラック・チェリー・ブルース | Black Cherry Blues                         | 1989年 | 1990年11月 | 佐和誠   | 角川書店〈角川文庫〉 |
| 4  | フラミンゴたちの朝           | A Morning for Flamingos                    | 1990年 | 1992年11月 | 大久保寛 | 角川書店〈角川文庫〉 |
| 5  | 過去が我らを呪う             | A Stained White Radiance                   | 1992年 | 2001年1月  | 鈴木恵   | 角川書店〈角川文庫〉 |
| 6  | エレクトリック・ミスト       | In the Electric Mist with Confederate Dead | 1993年 | 1997年9月  | 大久保寛 | 角川書店〈角川文庫〉 |
| 7  | ディキシー・シティ・ジャム   | Dixie City Jam                             | 1994年 | 2001年4月  | 大久保寛 | 角川書店〈角川文庫〉 |
| 8  | 燃える天使                   | Burning Angel                              | 1995年 | 2002年7月  | 鈴木恵   | 角川書店〈角川文庫〉 |
| 9  |                              | Cadillac Jukebox                           | 1996年 |            |          |                      |
| 10 |                              | Sunset Limited                             | 1998年 |            |          |                      |
| 11 |                              | Purple Cane Road                           | 2000年 |            |          |                      |
| 12 |                              | Jolie Blon's Bounce                        | 2002年 |            |          |                      |
| 13 |                              | Last Car to Elysian Fields                 | 2003年 |            |          |                      |
| 14 |                              | Crusader's Cross                           | 2005年 |            |          |                      |
| 15 |                              | Pegasus Descending                         | 2006年 |            |          |                      |
| 16 |                              | The Tin Roof Blowdown                      | 2007年 |            |          |                      |
| 17 |                              | Swan Peak                                  | 2008年 |            |          |                      |
| 18 |                              | The Glass Rainbow                          | 2010年 |            |          |                      |
| 19 |                              | Creole Belle                               | 2012年 |            |          |                      |

### ビリー・ボブ・ホランド シリーズ
| # | 邦題             | 原題                      | 刊行年 | 刊行年月  | 訳者     | 出版社               |
| - | ---------------- | ------------------------- | ------ | --------- | -------- | -------------------- |
| 1 | シマロン・ローズ | Cimarron Rose             | 1997年 | 1999年7月 | 佐藤耕士 | 講談社〈講談社文庫〉 |
| 2 | ハートウッド     | Heartwood                 | 1999年 | 2001年7月 | 佐藤耕士 | 講談社〈講談社文庫〉 |
| 3 |                  | Bitterroot                | 2001年 |           |          |                      |
| 4 |                  | In the Moon of Red Ponies | 2004年 |           |          |                      |

### ハックベリー・ホランド シリーズ
1. Lay Down My Sword and Shield (1971)
2. Rain Gods (2009)
3. Feast Day of Fools (2011)

### その他
1. Half of Paradise (1965)
2. To The Bright and Shining Sun (1970)
3. Two for Texas (1982)
4. The Lost Get-Back Boogie (1986)
5. White Doves at Morning (2002)

### 短編アンソロジー
1. The Convict (1985)
2. Jesus Out to Sea (2007)

## 受賞・ノミネート
受賞
- 1990年：『ブラック・チェリー・ブルース』でアメリカ探偵作家クラブが授与するエドガー賞 長編賞を受賞
- 1995年：『過去が我らを呪う』でドイツ・ミステリ大賞翻訳作品部門受賞（第3位）
- 1998年：『シマロン・ローズ』で2度目のエドガー賞 長編賞を受賞
- 1998年："Sunset Limited" でゴールド・ダガー賞を受賞
- 2002年：文学活動における功績をルイジアナ作家協会に評され、同年11月2日にロサンゼルスのバトンルージュで開催されたルイジアナ・ブック・フェスティバルでルイジアナ州知事（当時）のキャスリーン・ブランコより賞を贈られる。
- 2008年："The Tin Roof Blowdown" でガムシュー賞最優秀ミステリ賞受賞
- 2009年：アメリカ探偵作家クラブより巨匠賞を授与される。

ノミネート
- 1998年：『シマロン・ローズ』でバリー賞長編賞ノミネート
- 1999年："Sunset Limited" でディリス賞ノミネート
- 2000年："Purple Cane Road" でゴールド・ダガー賞ノミネート
- 2002年："Jolie Blon's Bounce" でゴールド・ダガー賞ノミネート
- 2003年："Jolie Blon Bounce" でエドガー賞 長編賞ノミネート、マカヴィティ賞長編賞ノミネート
- 2007年："Pegasus Descending" でゴールド・ダガー賞ノミネート
- 2008年："The Tin Roof Blowdown" でゴールド・ダガー賞ノミネート、アンソニー賞長編賞ノミネート
- 2011年："The Glass Rainbow" でマカヴィティ賞長編賞ノミネート

## 参考
- James Lee Burke.com